# 摩拉維亞 (紐約州村)
摩拉維亞（英語：Moravia）是位於美國紐約州卡尤加縣的村。

## 人口
根據2020年美國人口普查的數據，摩拉維亞的面積為4.47平方千米，當中陸地面積為4.41平方千米，而水域面積為0.06平方千米。當地共有人口1224人，而人口密度為每平方千米274人。